# もう二度と戻れない
「もう二度と戻れない」（もうにどともどれない）は、KATSUMIの12枚目のシングル。

## 解説
表題曲「もう二度と戻れない」は、1997年の『KATSUMI THE BEST 1990-1996』にて初収録された。
7th「The Force」以来5作ぶりにオフヴォーカルの収録がされなかった。

## 収録曲
作詞：渡辺克巳／編曲：武部聡志
1. もう二度と戻れない
作曲：高橋研
フジテレビ系列「クイズ!年の差なんて」エンディングテーマ
2. POWER （Balance of Power）
作曲：石川洋
GCカード TV-CMイメージソング
5thオリジナル･アルバム『SUPER BALANCE』からのリカット。